# Chelgard
Chelgard (persiska: چلگرد) är en kommunhuvudort i Iran.   Den ligger i provinsen Chahar Mahal och Bakhtiari, i den centrala delen av landet, 400 km söder om huvudstaden Teheran. Chelgard ligger 2 331 meter över havet och antalet invånare är 2 708.
Terrängen runt Chelgard är kuperad åt nordost, men åt sydväst är den bergig.Runt Chelgard är det ganska glesbefolkat, med 42 invånare per kvadratkilometer. Chelgard är det största samhället i trakten. Trakten runt Chelgard består i huvudsak av gräsmarker.